# Hieracium fasciculare
Hieracium fasciculare es una especie de planta con flor del género Hieracium, de la familia Asteraceae, orden Asterales.

## Distribución
Hieracium fasciculare se distribuye por Noruega y Suecia.

## Taxonomía
Fue descrita científicamente por R. E. Fr.
Tratamiento taxonómico
La especie aparece registrada y publicada en Epicr. Gen. Hierac.